# Tjotter

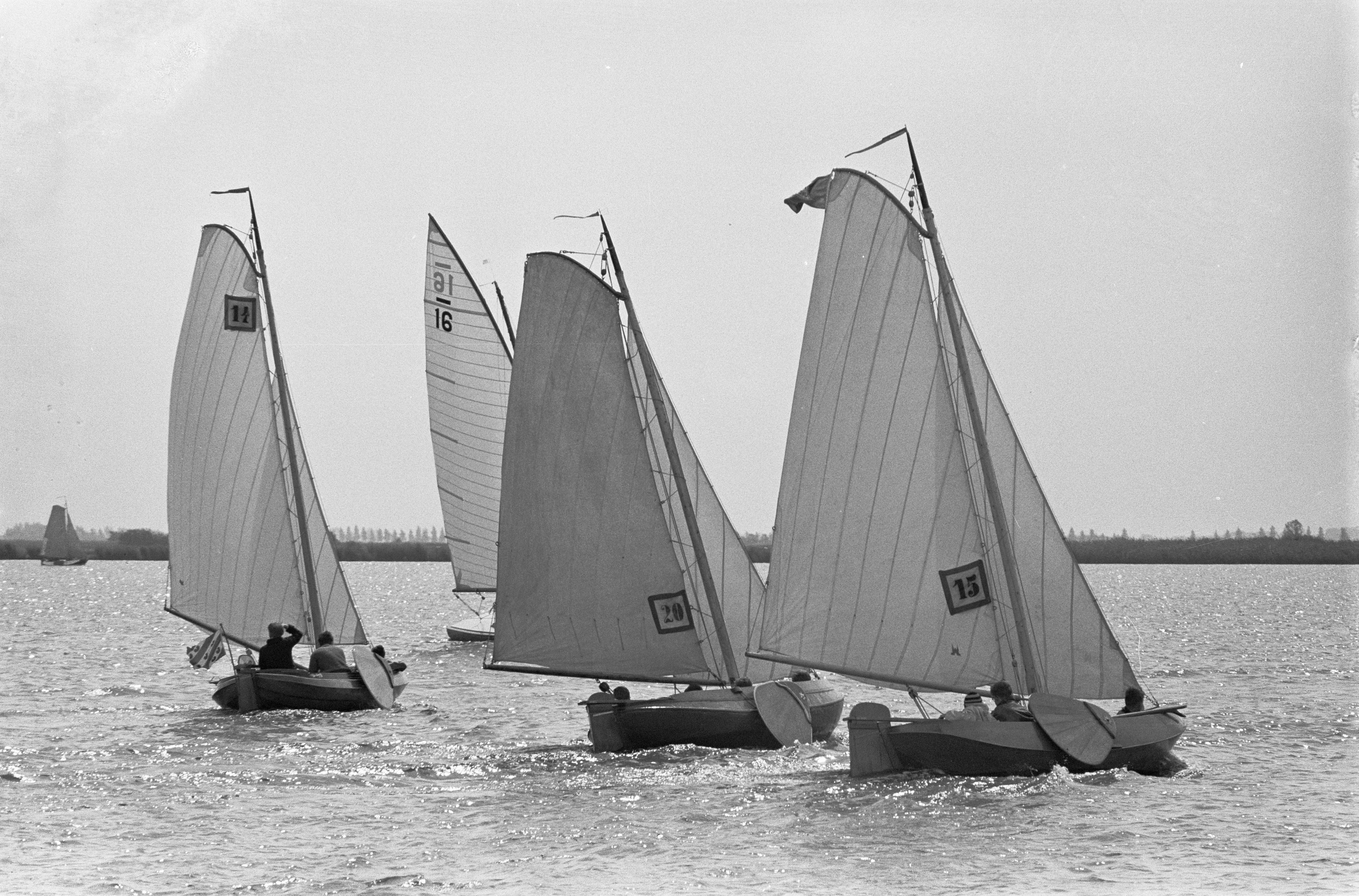
Tjotters

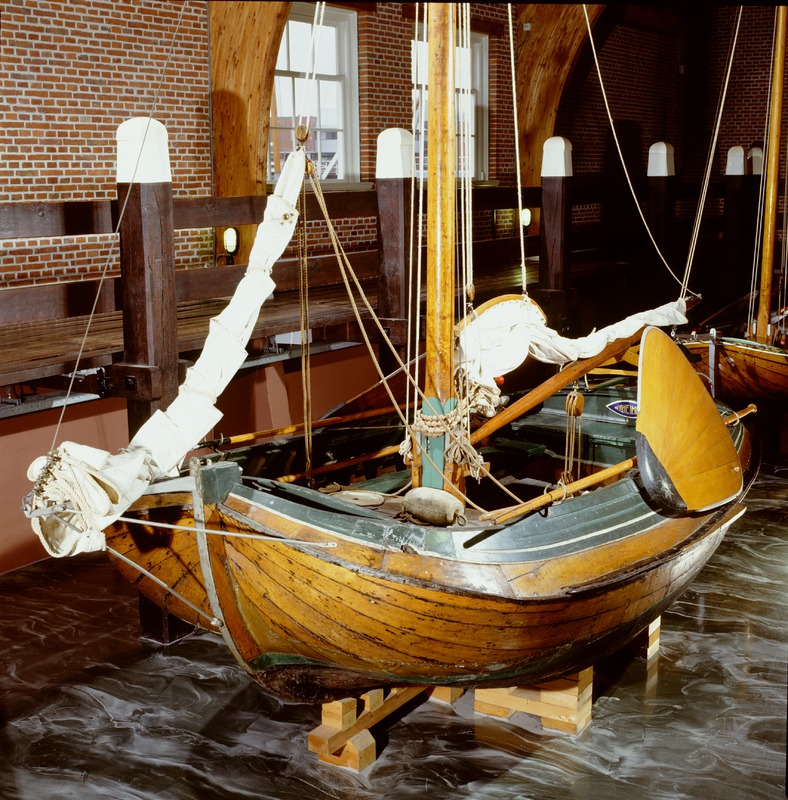
Fjouweracht Wilhelmina in het Zuiderzeemuseum

Een tjotter is het kleinste van de open ronde Friese zeilscheepjes met een lengte over de stevens van ten hoogste 5,4 m. De breedte ligt rond de 2,5 m. Het scheepje heeft een diepgang van circa 50 cm of minder. De tjotter is ten opzichte van de lengte breder dan het boatsje. Men sprak ter onderscheid in Friesland dan ook bij een tjotter van een boot of grote boot.
De tjotter heeft een kromme voorsteven en een rechte achtersteven. In de eenvoudigste vorm is een tjotter voor de mast geheel open. Ook is er wel een losse plecht aangebracht. Berghouten heeft een tjotter bij hoge uitzondering, op de plaats van de grootste breedte zit ter bescherming een ijzeren halfrondje. Ook kluisborden en beretanden ontbreken. Het roer van een tjotter is bijzonder breed, met een flinke hak. De roerklik, de kop van het roer, is meestal versierd met verguld en geverfd houtsnijwerk met een vogel motief. De zwaarden zijn groot en mooi rond van vorm. De tjotter had een betrekkelijk hoog en groot tuig.
De bekende Friese scheepsbouwer Eeltje Holtrop van der Zee bouwde er negentien.

## Toepassing
De tjotter wordt veel in de pleziervaart gebruikt. In de hardzeilerijen kwamen deze schepen in een aparte klasse tegen elkaar uit. Oorspronkelijk werd de tjotter in Friesland ook als werkscheepje gebruikt voor kleinschalig vervoer van goederen en personen in de tijd dat er nog weinig wegverbindingen waren.
Een tjotter met de maat 4,8 m × 2,4 m wordt in Friesland een fjouweracht genoemd. De naam wordt voor het eerst gebruikt in 1848 bij een wedstrijd in Amsterdam en schijnt in Friesland eerst omstreeks 1900 ingeburgerd te zijn. De naam is afgeleid van de afmetingen; vier el breed en acht el lang.

## Wilhelmina
In de collectie van het Zuiderzeemuseum bevindt zich een fjouweracht die de naam ‘Wilhelmina’ draagt en die in 1883 door Van der Zee voor zeshonderd gulden voor rekening van Provinciale Waterstaat is gebouwd. Het schip werd gebruikt op het Sneekermeer voor het leggen van de betonning en voor het onderhoud van de vaarwegen. Daarom is het niet versierd met snijwerk en is rondom ter bescherming een berghout van ijzer aangebracht.